# Darude
Ви́лле Ви́ртанен (фин. Ville Virtanen; род. 17 июля 1975, Эура, Турку-Пори), более известный под псевдонимом Darude [Дару́д] — финский продюсер и DJ. Дебютировал в 1999 году, первый сингл («Sandstorm») был выпущен в 2000 году, впоследствии он вошёл в альбом Before the Storm.
29 января 2019 года был выбран в качестве представителя Финляндии на конкурсе песни «Евровидение-2019». По результатам голосования была выбрана композиция «Look Away», исполненная совместно с Себастьяном Рейманом.

## Биография
Вилле начал свою карьеру в роли музыканта-любителя ещё в школе, купив свой первый компьютер, он стал писать на нём музыку. Потом, когда его музыка приобрела популярность, Вилле перешёл на более серьёзное оборудование, стал использовать семплы.
Он играл на школьных вечеринках композицию «Rude Boy», за что вскоре его так и прозвали — Rude Boy, впоследствии это прозвище трансформировалось в Da Rude, которое, в свою очередь, послужило основой псевдониму Darude.
Вилле продолжает свою карьеру музыканта после поступления в техническую школу, его первые треки крутят на местных радиостанциях, с 1997 года он выкладывает свою музыку на сайте mp3.com. В 1999 году он демонстрирует свой трек «Sandstorm» продюсеру Яаако (JS16) Саловяяря. Вилле подписывает контракт со звукозаписывающим лейблом JS16, и вскоре выходит его первый сингл «Sandstorm». Под этот трек впоследствии стал выходить на бои бразильский боец MMA Вандерлей Силва.
«Sandstorm» стал абсолютным хитом в Финляндии, поднялся до 1 места в финском сингл-чарте («Finland Single Chart»), стал платиновым синглом по продажам и ещё 17 недель подряд держался в финских данс-чартах. Информация об этом треке быстро распространялась и скоро о нём узнал весь мир. Darude стал первым финским DJ, треку которого удалось попасть в британский ТОП3-чарт. В целом, в мире было продано более 2 млн копий сингла, это рекорд 2000 года.
Вскоре после этого Darude выпускает свой первый дебютный альбом, Before the Storm (Перед бурей), продажи которого составили более 800 тыс. копий по всему миру, альбом получил три финских премии Грэмми. Before the Storm был выпущен лейблом JS16, в том числе, ещё 2 его ремикса.

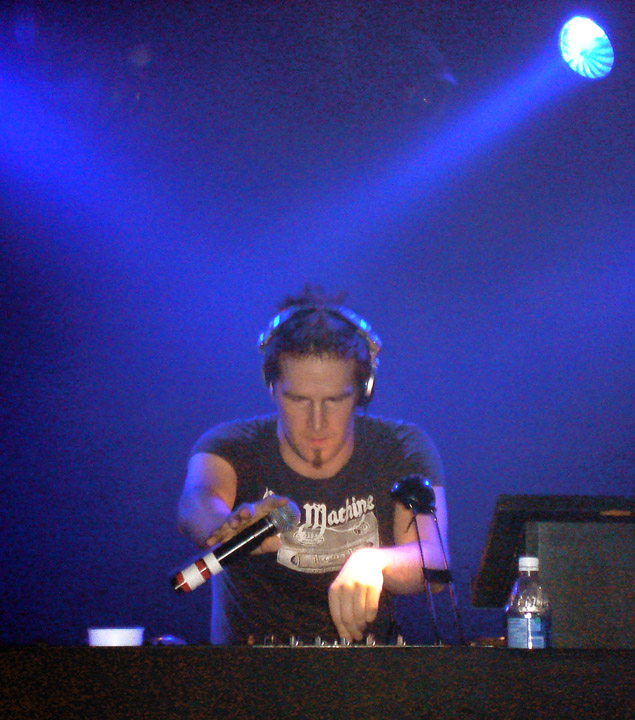
Концерт в Клубе «The Docks», 2007 год

Второй сингл Darude — «Feel the Beat» — повторил успех «Sandstorm», достигнув 5 номера в британских сингл чартах. Последующие синглы, «Out of Control» и «Out of Control (Back for More)» (ремикс с вокалом Tammie Marie) уступали по популярности первым двум синглам.
Darude начал успешное мировое турне в 2001 году, с программой «Before the Storm: Australian Tour Edition». В 2002 году он выпускает альбом Before the Storm: Special Edition, куда вошли лучшие ремиксы его работ. А в 2003 году при поддержке продюсера Хейкки "Бостик" Лииматайнен в свет выходит новый альбом Rush, с нотками транса и эмбиента с которым Darude совершает турне по США и Восточной Европе.
В 2007 году на своей странице в MySpace Darude размещает синглы «My Game» и «Tell Me», первые из своего будущего альбома Label This!. 27 октября 2007 года состоялся финский релиз «Label This!».
Я стал диджеем, потому что часто, после живых выступлений, играл короткие дополнительные DJ-сеты, просто ради прикола, и, так получилось, что я научился играть. А вообще я стал официально диджеить потому, что был ряд клубов, которых не интересовали живые выступления и я решил, что для меня не имеет большого значения как выступать. Я могу также играть собственные треки во время сета, плюс то, что я играю помимо своей музыки, также созвучно с моим творчеством, так что цели своей я все равно достигаю. Я до сих пор даю живые концерты, но уже не так часто, как раньше. Хотя верно и то, что живые шоу требуют большой подготовки. Но, несмотря на это, я провожу много времени, отбирая музыку для DJ-сетов. Поэтому я не считаю, что решающим фактором является меньшая нагрузка и дороговизна живого выступления.
Также Darude ведёт собственное еженедельное радиошоу «Salmiakki Sessions with Darude» на ETN.fm и «Darude Presents Finland» на SIRIUS Satellite Radio в США и регулярно принимает участие в других известных радиошоу.
Спустя 8 лет после Label This!, 14 августа 2015 года, Darude выпустил четвёртый по счёту студийный альбом под названием Moments. Главный сингл альбома «Beautiful Alien» ранее занимал первое место в финских чартах iTunes, а в марте 2015 года на него также был выпущен видеоклип.
Сотрудничал с Valve, выпустив трек «Moments CS:GO» для игры Counter-Strike: Global Offensive. Работа официально добавлена в качестве отдельно покупаемого саундтрека во внутриигровом магазине и на торговой площадке Steam.

## Позиции в чартах
| Год  | Сингл                                             | Страна | Страна | Страна | Страна | Страна | Страна |
| ---- | ------------------------------------------------- | ------ | ------ | ------ | ------ | ------ | ------ |
| Год  | Сингл                                             | [ 11 ] | [ 12 ] | [ 13 ] | [ 14 ] | [ 15 ] | [ 16 ] |
| 1999 | «Sandstorm» Before the Storm                      | 6      | 13     | 8      | 3      | 83     | 3      |
| 2000 | «Feel the Beat» Before the Storm                  | 18     | 24     | 34     | 5      | —      | 1      |
| 2000 | «Out of Control (Back for More)» Before the Storm | 42     | 50     | 76     | 13     | —      | 12     |
| 2003 | «Music» Rush                                      | 77     | —      | —      | —      | —      | 1      |
| 2003 | «Next to You» Rush                                | —      | —      | —      | —      | —      | 1      |
| 2007 | «Tell Me» Label This!                             | —      | —      | —      | —      | —      | 1      |
| 2007 | «My Game» Label This!                             | —      | —      | —      | —      | —      | 4      |

## Награды
- Golden Turntable DJ Awards 2002, США:
  - Лучший сингл — «Sandstorm».
- Finnish Grammy Awards:
  - Лучший dance-дебютант;
  - Лучший дебютный альбом — Before the Storm;
  - Песня года 2000 — «Sandstorm».
- NRJ Radio Awards 2000, Швеция:
  - Dance-трек года — «Sandstorm».
- German Dance Awards 2000:
  - Dance-трек года — «Sandstorm»;
  - Лучший dance-сингл.
- Dance Star 2001, Великобритания:
  - Лучший дебют.

## Дискография

### Студийные альбомы
- 2001: Before the Storm
- 2003: Rush
- 2007: Label This!
- 2015: Moments[англ.]

### Синглы
- 1999: «Sandstorm»
- 2000: «Feel the Beat»
- 2000: «Out of Control»
- 2001: «Out of Control (Back for More)»
- 2003: «Music»
- 2003: «Next to You»
- 2007: «Tell Me»
- 2007: «My Game»
- 2008: «I Ran» (feat Blake Lewis)
- 2008: «Selfless» (feat Blake Lewis)
- 2011: «Crazy World» (2AM vs. Darude feat. Georgia Haege)
- 2015: «Beautiful Alien» (feat AI AM)
- 2018: «Timeless» (feat JVMIE)

### Официальные ремиксы
- 2000: Rising Star — «Touch Me (Darude Remix)»
- 2000: Rising Star — «Touch Me (Darude’s Sandstorm Mix)»
- 2000: Blank & Jones — «Beyond Time (Darude vs. JS16 Remix)»
- 2000: Boom! — «Boy Versus Girls (Darude vs. JS16 Remix)»
- 2000: Barcode Brothers — «Dooh Dooh (Darude vs. JS16 Remix)»
- 2000: JDS — «Nine Ways (Darude vs. JS16 Remix)»
- 2000: Waldo’s People — «No-Man’s-Land (Darude vs. JS16 Remix)»
- 2000: Waldo’s People — «1000 Ways (Darude vs. JS16 Remix)»
- 2000: ATB — «The Fields of Love (Darude Remix)»
- 2000: Bleachin' — «Peakin' (Darude vs. JS16 Short Version)»
- 2000: Bleachin' — «Peakin' (Darude vs. JS16 Long Version)»
- 2001: Safri Duo — «Played A-Live (The Bongo Song)(Darude vs. JS16 Remix)»
- 2001: The Thrillseekers — «Synaesthesia (Darude vs. JS16 Remix)»
- 2002: DJ Aligator Project — «Lollipop (Darude vs. JS16 Remix)»
- 2002: DJ Aligator Project — Stomp! (Darude Club Remix)
- 2003: Hi-Tack — Let There Be Light (JS16 Remix)